# Akysidae
Akysidae — родина сомоподібних риб. Понад 40 видів в 5 сучасних родах..

## Поширення
Представники родини поширені в Південно-Східній Азії. Мешкають в прісних водоймах. Представники підродини Parakysinae виявлені на Малайському півострові, Суматрі, Сараваці, і в західній і південній частинах острова Борнео. Більшість видів зазвичай зустрічаються в глибших частинах відносно швидких річок і лісових струмків..

## Опис
Дрібного розміру соми (від 3 до 15 см) з крапчастим забарвленням і невеликими очима. У спинному плавці одна сильна колючка і 4 або 5 м'яких променів. Є жировий плавник. Мають 4 пари вусиків.

## Систематика
Родина Akysidae є сестринською до клади, що складається з родин Sisoridae, Erethistidae і Aspredinidae.[4] Понад 40 видів (багато з них тільки нещодавно описані) в 5 сучасних родах і 2 підродинах, одна з яких (Parakysinae) раніше розглядалася як самостійна родина:
- Підродина Akysinae
  - Akysis
  - Pseudobagarius
- Підродина Parakysinae
  - Acrochordonichthys
  - Breitensteinia
  - Parakysis

## Охоронний статус
Деякі види, наприклад Acrochordonichthys chamaeleon, включені в Міжнародну Червону книгу..